# Мусорные ворота

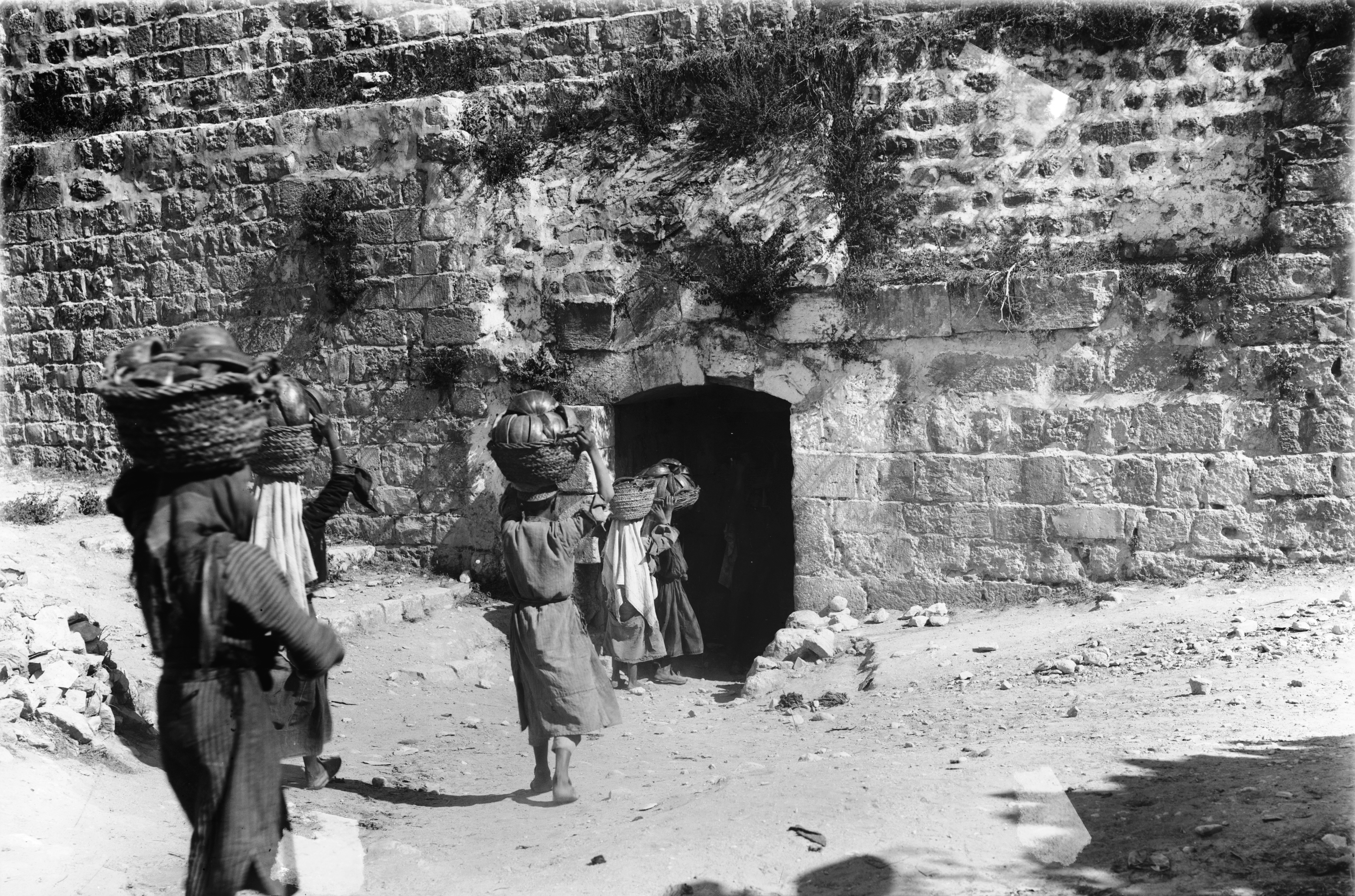
Мусорные ворота в 1940-х годах, до их расширения (в 1952 году)

Мусорные ворота (ивр. שַׁעַר הָאַשְׁפּוֹת‎ шаа́р ха-ашпо́т, также известны под названиями Сильванские ворота, Марокканские ворота, араб. باب المغاربة‎) — одни из ворот в стенах Старого города Иерусалима. Расположены близ юго-восточного угла Старого города, к юго-западу от Храмовой горы. Ближайшие ворота к Стене Плача; сразу за ними находится вход на территорию площадки перед Стеной Плача.
Мусорные ворота являются главным пунктом проезда автомобилей. Изначально они были гораздо меньше, однако в 1952 году — через четыре года после того, как Старый город был захвачен Иорданией — ворота были существенно увеличены иорданским правительством. После захвата Старого города Израилем в 1967 году архитектору Шломо Аронсону было поручено обновить их.

## Название
Название Ша’ар Ха’ашпот появляется в библейской Книге Неемии:3:13-14. Возможно, оно обязано своим возникновением отходам, которые выносились из еврейского Храма в долину Хинном, где их сжигали. Современное расположение ворот, возможно, не совпадает с древним.
Название «Марокканские ворота» (Баб аль-Магарибе) связано с не существующим более Марокканским кварталом, который был расположен недалеко от ворот.

### Комментарии
1. ↑  Территория восточной части Иерусалима контролируется Израилем в результате аннексии, которая не признана большинством стран международного сообщества. Статус восточной части Иерусалима является одной из проблем израильско-палестинского конфликта. См. статьи Политический статус Иерусалима и Восточный Иерусалим.
 В перечень Объектов всемирного наследия ЮНЕСКО Старый город внесён без указания Израиля или палестинского государства, как государственного представителя, в отдельный раздел «Иерусалим», с пометкой об Иордании как стране, инициировавшей внесение объекта в перечень[1].